# Herbert Boyer
Herbert Wayne Boyer (Derry, Pensilvania, 10 de julio de 1936) es un bioquímico estadounidense. Junto con Stanley Norman Cohen fue el primer científico en trasplantar genes de un organismo vivo a otro. Esto frecuentemente se considera el origen de la ingeniería genética. Sus descubrimientos han hecho posible la producción de decenas de productos médicos, entre otros insulina sintética y un medicamento para disolver coágulos de sangre, pero también hay dudas respecto a los efectos de los organismos genéticamente modificados en la salud humana y el medio ambiente y controversias sobre la ingeniería genética aplicada a los humanos.
Herbert Boyer también es uno de los fundadores de una de las primeras compañías de ingeniería genética, llamada Genentech.

## Biografía
El padre de Herbert Boyer trabajó para los ferrocarriles y como minero del carbón. Herbert Boyer desarrolló un interés en las ciencias por su entrenador de fútbol americano en la high school, que también fue profesor de ciencias. En 1954 Boyer se matriculó en el Saint Vincent College en Latrobe (Pensilvania), planeando convertirse en médico. Sin embargo, pronto quedó impresionado por la investigación científica y cambió a las carreras de Química y Biología. Graduó del Saint Vincent College con un bachiller universitario en Biología y Química en 1958 y de la Universidad de Pittsburgh con una maestría universitaria en ciencias en 1960 y un doctorado (PhD) en Bacteriología en 1963.
Herbert Boyer se casó en 1959. Tiene dos hijos.
Boyer trabajó de 1963 a 1966 en la Universidad de Yale, investigando en el campo de la genética microbiana. En 1966 se fue como profesor a la Universidad de California en San Francisco (UCSF), donde investigó sobre Escherichia coli. La universidad se destacó por las disciplinas que contribuían a la naciente biotecnología. En 1972 Boyer y otros científicos se dieron cuenta de una ventaja que posee la enzima EcoRI, descubierta en el laboratorio de Boyer en la Universidad de California en San Francisco: Corta el ADN de una manera que los extremos cortados se conectan a otra pieza de ADN sin requerir moléculas adicionales. Sin embargo, cuando Boyer y un colega, Robert Helling, querían usar esta propiedad para insertar ADN ajena en la bacteria Escherichia coli, EcoRI cortó el ADN en cinco lugares en vez del único lugar deseado.
También en 1972 tuvo lugar una conferencia en Hawái, donde Herbert Boyer conoció a Stanley N. Cohen, un bioquímico de la Universidad de Stanford. Cohen, basándose en el trabajo de otro bioquímico de la universidad, Paul Berg, y también trabajando con Escherichia coli, había encontrado un método para sacar plásmidos de unas células e insertarlos en otras. «Boyer y Cohen trabajaron juntos para combinar sus técnicas y cortar hebras de ADN de un plásmido e insertarlo en otro plásmido. Estos nuevos plásmidos se inyectaron en la bacteria E. coli para crear un nuevo organismo, y así nació la ingeniería genética.»
En 1976 Herbert Boyer se convirtió en profesor titular. También en 1976 Boyer cofundó junto con el inversor financiero Robert Swanson la compañía Genentech, donde se utilizó económicamente su obra. Fue una de las primeras compañías de ingeniería genética y Boyer se convirtió en su vicepreseidente. «Boyer y Cohen, así como otros científicos implicados en la experimentación de la clonación [de moléculas genéticamente modificadas], pronto reconocieron la viabilidad de utilizar bacterias a las que se incorporaba información genética humana para duplicar los medios naturales del organismo para combatir enfermedades y remediar trastornos congénitos. En otoño de 1977, incluso antes de que Genentech dispusiera de sus propias instalaciones, Boyer, de la UCSF, y Keiichi Itakura, del Centro Médico City of Hope de Duarte (California), consiguieron expresar en bacterias una proteína de mamífero: la somatostatina. Esta hormona, producida en el cerebro humano, forma parte de la regulación de la hormona del crecimiento. Se demostró que la somatostatina recombinante es prácticamente idéntica a la sustancia natural.»
En 1978 Boyer e Itakura construyeron plásmidos que contenían el código para la insulina humana. Desarrollaron variantes de Escherichia coli que producían insulina y hormona del crecimiento humana. «Patentaron estas nuevas formas de vida y, en una decisión histórica de 1980, el Tribunal Supremo de EE. UU. acordó que la vida creada en un laboratorio podía patentarse. [...] Patentar una forma de vida era muy controvertido; la decisión del Tribunal Supremo hizo posible la forma actual de la industria de la ingeniería genética.» La compañía de Boyer, Genentech, cooperó con otra compañía, Eli Lilly and Company, para desarrollar el proceso para la producción de insulina mediante un organismo recombinante, llamada Humulin (en inglés). En 1982, la Administración de Alimentos y Medicamentos (FDA) aprobó Humulina, que se convirtió en el primer producto biotecnológico comercializado.

## Premios
Boyer fue galardonado con varios premios: el Biotechnology Heritage Award (Premio Patrimonio de Biotecnología) en 2000, la Winthrop-Sears Medal (Medalla Winthrop-Sears) en 2005 y la Perkin Medal (Medalla Perkin) en 2007.